# Котловица
Котловица (бел. Катлавіца) — деревня в Малейковском сельсовете Брагинского района Гомельской области Белоруссии.

## География

### Расположение
В 10 км на восток от Брагина, 34 км от железнодорожной станции Хойники (на ветке Василевичи — Хойники от линии Калинковичи — Гомель), 124 км от Гомеля.

### Водная система
На юге и западе мелиоративные каналы.

## Транспортная система
Транспортные связи по просёлочной, затем автомобильной дороге, связывающей Брагин с автодорогой Речица — Лоев.
Планировка состоит из прямолинейной широтной улицы, застроенной двусторонне, деревянными домами усадебного типа.

## История
По письменным источникам известна с XVI века, как деревня во владении князя Вишневецкого, а во 2-й половине XVII века — Конецпольских. После 2-го раздела Речи Посполитой (1793 год) в составе Российской империи. Согласно переписи 1897 года в Брагинской волости Речицкого уезда Минской губернии. В 1931 году организован колхоз. Согласно переписи 1959 года в составе колхоза «Победитель» (центр — деревня Малейки), был клуб.

## Население

### Численность
- 2004 год — 53 хозяйства, 105 жителей.

### Динамика
- 1850 год — 19 дворов.
- 1897 год — 28 дворов, 205 жителей (согласно переписи).
- 1908 год — 33 двора, 274 жителя.
- 1930 год — 55 дворов, 322 жителя.
- 1959 год — 519 жителей (согласно переписи).
- 2004 год — 53 хозяйства, 105 жителей.